# Leptopodomorpha
Leptopodomorpha — інфраряд комах ряду Напівтвердокрилі (Hemiptera). Представники цієї групи не перевищують 8 мм у довжину. Налічують близько 320 видів. Представників інфраряду називають ще береговими клопами, тому що вони полюють по берегах та у припливній зоні річок та озер.

## Скам'янілості
Скам'янілості Leptopodomorpha, що були знайдені в бурштині в Домініканській Республіці і в Мексиці, датуються міоценом. Скам'янілості комах, що відносяться до юрської родини Archegocimicidae і крейдяної Enicocorinae, як передбачається, належать до групи Leptopodomorpha.

## Родини
- Leptopodoidea
  - Leptopodidae
  - Omaniidae
- Saldoidea
  - Aepophilidae
  - Saldidae